# Тарек Абдельслам
Тарек Абдельслам (болг. Тарек Абдеслам; нар. 29 жовтня 1993, Александрія) — єгипетський і болгарський борець греко-римського стилю, срібний призер чемпіонату Африки, чемпіон Європи, чемпіон Африканських ігор. Також іноді бере участь у змаганнях з вільної боротьби.

## Біографія
Боротьбою почав займатися з 2003 року. Народився в Єгипті і виступав за збірні цієї країни різних вікових груп. У 2010 став срібним призером чемпіонату Африки серед кадетів. У 2011 став чемпіоном Африки серед юніорів. У 2013 здобув бронзову нагороду на світовій юніорській першості. Того ж року дебютував у першій збірній Єгипта, виступив на чемпіонаті світу, посівши 34 місце. У 2015 став срібним призером чемпіонату Африки і чемпіоном Африканських ігор. Того ж року вирішив змінити громадянство на болгарське. Пояснює це бажанням досягати більших спортивних успіхів, що в умовах Єгипту було неможливо через ставлення до боротьби і набагато гірші умови для борців, порівняно з Болгарією. 2016 рік змушений був пропустити через карантинний період, введений Міжнародною федерацією з отримання громадянства. З 2017 року почав виступати за збірну Болгарії і відразу став чемпіоном Європи.
Виступає за борцівський клуб «Мінор» з Перника.

## Спортивні результати на міжнародних змаганнях

### Виступи на Чемпіонатах світу
| Змагання                        | Збірна   | Вагова категорія                 | Місце |
| ------------------------------- | -------- | -------------------------------- | ----- |
| Чемпіонат світу з боротьби 2013 | Єгипет   | греко-римська боротьба, до 84 кг | 32    |
| Чемпіонат світу з боротьби 2014 | Єгипет   | греко-римська боротьба, до 75 кг | 29    |
| Чемпіонат світу з боротьби 2015 | Єгипет   | греко-римська боротьба, до 75 кг | 23    |
| Чемпіонат світу з боротьби 2019 | Болгарія | греко-римська боротьба, до 87 кг | 23    |
| Чемпіонат світу з боротьби 2021 | Болгарія | греко-римська боротьба, до 82 кг | 10    |

### Виступи на Чемпіонатах Африки
| Змагання                         | Збірна | Вагова категорія                 | Місце  |
| -------------------------------- | ------ | -------------------------------- | ------ |
| Чемпіонат Африки з боротьби 2015 | Єгипет | греко-римська боротьба, до 75 кг | Срібло |

### Виступи на Чемпіонатах Європи
| Змагання                         | Збірна   | Вагова категорія                 | Місце  |
| -------------------------------- | -------- | -------------------------------- | ------ |
| Чемпіонат Європи з боротьби 2017 | Болгарія | греко-римська боротьба, до 75 кг | Золото |
| Чемпіонат Європи з боротьби 2018 | Болгарія | греко-римська боротьба, до 87 кг | 12     |
| Чемпіонат Європи з боротьби 2020 | Болгарія | греко-римська боротьба, до 87 кг | 7      |

### Виступи на Африканських іграх
| Змагання              | Збірна | Вагова категорія                 | Місце  |
| --------------------- | ------ | -------------------------------- | ------ |
| Африканські ігри 2015 | Єгипет | греко-римська боротьба, до 80 кг | Золото |

### Виступи на Середземноморських іграх
| Змагання                    | Збірна | Вагова категорія                 | Місце  |
| --------------------------- | ------ | -------------------------------- | ------ |
| Середземноморські ігри 2013 | Єгипет | греко-римська боротьба, до 74 кг | Бронза |

### Виступи на Всесвітніх іграх військовослужбовців
| Змагання                                | Збірна | Вагова категорія                 | Місце |
| --------------------------------------- | ------ | -------------------------------- | ----- |
| Всесвітні ігри військовослужбовців 2015 | Єгипет | греко-римська боротьба, до 80 кг | 8     |

### Виступи на інших змаганнях
| Змагання                                       | Збірна   | Вагова категорія                 | Місце  |
| ---------------------------------------------- | -------- | -------------------------------- | ------ |
| Турнір Ібрагіма Мустафи 2013                   | Єгипет   | вільна боротьба, до 84 кг        | Срібло |
| Кубок Президента Казахстану з боротьби 2013    | Єгипет   | греко-римська боротьба, до 84 кг | Бронза |
| Турнір Івана Піддубного 2014                   | Єгипет   | греко-римська боротьба, до 80 кг | 13     |
| Золотий Гран-прі з боротьби 2014 (Сомбатгей)   | Єгипет   | греко-римська боротьба, до 75 кг | 8      |
| Кубок Тахті 2015                               | Єгипет   | греко-римська боротьба, до 75 кг | Срібло |
| Гран-прі FILA 2015                             | Єгипет   | греко-римська боротьба, до 80 кг | 7      |
| Турнір Дана Колова — Николи Петрова 2015       | Єгипет   | греко-римська боротьба, до 80 кг | Срібло |
| Турнір Дана Колова — Николи Петрова 2017       | Болгарія | греко-римська боротьба, до 75 кг | Срібло |
| Кубок Тахті 2018                               | Болгарія | греко-римська боротьба, до 87 кг | Бронза |
| Турнір Дана Колова — Николи Петрова 2018       | Болгарія | греко-римська боротьба, до 87 кг | Золото |
| Турнір Г. Картозія і В. Балавадзе 2018         | Болгарія | греко-римська боротьба, до 87 кг | Бронза |
| Кубок Владислава Пітласинські 2018             | Болгарія | греко-римська боротьба, до 87 кг | Бронза |
| Меморіал Іона Корнеану і Ладислава Сімона 2019 | Болгарія | греко-римська боротьба, до 87 кг | 5      |
| Чемпіонат Болгарії з боротьби 2020             | Болгарія | греко-римська боротьба, до 87 кг | Золото |
| Київський Міжнародний турнір з боротьби 2021   | Болгарія | греко-римська боротьба, до 87 кг | 5      |
| Турнір Дана Колова — Николи Петрова 2021       | Болгарія | греко-римська боротьба, до 87 кг | 7      |
| Серія пляжної боротьби 2023                    | Болгарія | пляжна боротьба, до M90 кг       | 7      |

### Виступи на змаганнях молодших вікових груп
| Змагання                                       | Збірна | Вагова категорія                 | Місце  |
| ---------------------------------------------- | ------ | -------------------------------- | ------ |
| Чемпіонат Африки з боротьби серед юніорів 2011 | Єгипет | греко-римська боротьба, до 74 кг | Золото |
| Чемпіонат світу з боротьби серед юніорів 2012  | Єгипет | греко-римська боротьба, до 74 кг | 11     |
| Чемпіонат світу з боротьби серед юніорів 2013  | Єгипет | греко-римська боротьба, до 84 кг | Бронза |
| Чемпіонат Африки з боротьби серед кадетів 2010 | Єгипет | греко-римська боротьба, до 69 кг | Срібло |